# Delias schoenbergi
Delias schoenbergi é uma borboleta da família Pieridae. Foi descrita por Walter Rothschild em 1895. Pode ser encontrada no reino da Australásia.
A envergadura é de cerca de 65 a 70 milímetros.

## Subespécies
- D. s. schoenbergi
- D. s. choiseuli Rothschild, 1904
- D. s. isabellae Rothschild e Jordânia, 1901